# Rumilly (Pas-de-Calais)
Rumilly é uma comuna francesa na região administrativa de Altos da França, no departamento de Pas-de-Calais. Estende-se por uma área de 7,04 km². Em 2010 a comuna tinha 260 habitantes (densidade: 36,9 hab./km²).